# CWA賞
CWA賞はイギリスの文学賞。英国推理作家協会（The Crime Writers' Association）によってその年にイギリスで出版された推理小説から選ばれる。
1955年にクロスド・レッド・ヘリング賞（Crossed Red Herrings Award）のみであったが、現在では10の部門が存在する。長編小説に贈られるゴールドダガー賞の賞金20,000ポンドは推理小説の賞金としては世界最高額である（2006年時点）。
選考対象となるためには前年の6月1日からその年の5月31日までにイギリスで出版された英語の作品である必要がある。各部門はそれぞれの条件を満たせば、1つの作品で同時に複数の部門を受賞することが可能である。

## CWA賞の部門

### 作品に対する賞
ゴールド・ダガー賞（The Gold Dagger）
優れた長編小説に与えられる賞。創設時の1955年から1959年までは「クロスド・レッド・ヘリング賞」という名称であった。1969年から2005年まで、次点作品には「シルバー・ダガー賞」が与えられた。
インターナショナル・ダガー賞（The International Dagger）
優れた英語以外の作品に与えられる賞。2020年からは、Crime Fiction in Translation Daggerの名称に変更された。
イアン・フレミング・スチール・ダガー賞（The Ian Fleming Steel Dagger）
優れたスリラー作品に与えられる賞。スパイ小説「007シリーズ」を送り出した作家イアン・フレミングに因む。
エリス・ピーターズ・ヒストリカル・ダガー賞（Ellis Peters Historical Award）
優れた歴史ミステリーに与えられる賞。「修道士カドフェルシリーズ」を送り出したイギリスの女性作家エリス・ピーターズに因む。1999年に新設。
ノンフィクション・ゴールドダガー賞（The CWA Gold Dagger for Non-Fiction）
優れたノンフィクション作品に与えられる賞。
ジョン・クリーシー・ダガー賞（The CWA New Blood Dagger / The John Creasey Memorial Award）
新人賞。1973年に新設。英国推理作家協会の創始者の一人、ジョン・クリーシーに因む。
デビュー・ダガー賞（Debut Dagger）
未発表作品の賞。
短編賞（Short Story Award）
短編小説の賞。

### 作家に対する賞
図書館賞（Dagger in the Library）
図書館員によって選ばれる賞。
ダイヤモンド・ダガー賞（The Cartier Diamond Dagger lifetime achievement award）
生涯の功績に対する賞。1986年に新設。

### 過去に存在した部門
クロスド・レッド・ヘリング賞（Crossed Red Herrings Award）
1955年から1959年まで存在した。1960年にゴールド・ダガー賞に改名。
シルバー・ダガー賞（Silver Dagger Award）
1969年から2005年まで、ゴールド・ダガー賞に次ぐ次点の作品に与えられた賞。
ラスト・ラフ・ダガー賞（Last Laugh Dagger Award）
1988年から1996年まで、ユーモアのある作品に与えられた賞。